# Jogos Plebeus
Jogos ou Ludos Plebeus (em latim: Ludi Plebeii) era um festival de cunho religioso na Roma Antiga. Este era um dos vários outros jogos que ocorriam na cidade, entre eles os Jogos Apolinários, Jogos Megalenses e os Jogos Florais.

## História

### Surgimento
Os Jogos Plebeus surgem por volta de 220 a.C. em Roma e ocorriam todo ano inicialmente no dia 13 de novembro, mesmo dia do Festival de Júpiter. Não se sabe quando, mas em dado momento a duração do festival foi estendida, passando a ocorrer do dia 4 a 17 de novembro. Acredita-se que os jogos surgiram quando a plebe romana alcançou uma liberdade política após os conflitos de classe com os patrícios que duraram até 287 a.C. Eram celebrados em homenagem ao deus Júpiter e possuíam os mesmos eventos dos Jogos Romanos.

### Local

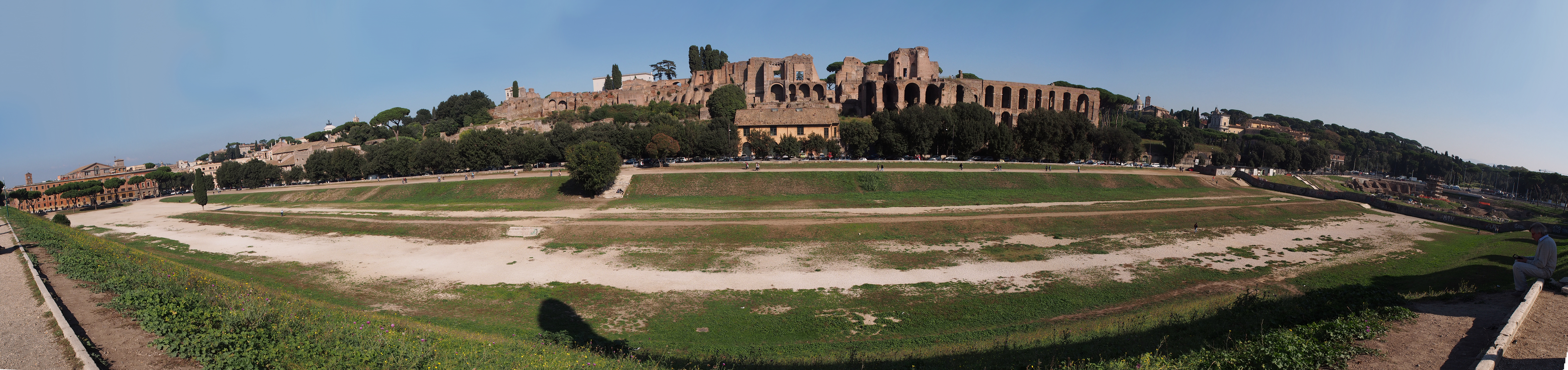
Local onde ficava o Circo Máximo. Ao fundo, o monte Palatino

Os Jogos Plebeus ocorriam no Circo Máximo em Roma. Este era o maior circo e também preferido para os eventos de corridas de carruagens. Em seu estado final, a estrutura comportava aproximadamente 150 000 espectadores. A pista de corrida era oval e media aproximadamente 600 metros de comprimento por 150 de largura. A pista era parcialmente dividida na horizontal por uma espécie de barreira e, no centro, existia um obelisco. O obelisco marcava as voltas dadas e geralmente eram necessárias sete para finalizar uma corrida. Existe controvérsia se algum evento ocorria no Circo Flamínio, visto que a única fonte antiga a citar isso é Valério Máximo. A pista de corrida do Circo Flamínio era muito menor quando comparada àquela do Circo Máximo, o que tornaria improvável a escolha do primeiro para sediar as corridas de carruagens.

### Jogos romanos
Os Jogos Romanos (em latim: Ludi Romani) eram festivais de caráter lúdico e religioso que surgiram  nos primeiros anos da República patrocinados pela aristocracia romana. No início, eram em favor aos deuses do panteão romano, em particular a Júpiter, como forma de agradecimento pelas vitórias militares romanas. A principal atividade do festival era a corrida de bigas. Com o tempo, surgiram outros jogos que fugiam desse aspecto militar, como os Jogos Cênicos (Ludi Scaenici) focado em performances teatrais. Todavia, por toda a história da Roma Antiga, os Ludi Romani continuariam sendo os maiores e mais extraordinários. Por serem os maiores, eram sediados no Circo Máximo.

### Jogos e espetáculos[4]
Os jogos eram patrocinados pelo estado e, no caso dos Jogos Plebeus, eram de responsabilidade dos edis da plebe eleitos pelo tribuno da plebe. Os múnus gladiadores (munera) eram espetáculos gladiatórios realizados por indivíduos influentes e ricos da sociedade romana como forma de exibir prestígio e poder além de ganhar a simpatia do povo. Por vezes os múnus estavam associados aos jogos e inclusive faziam parte do calendário de eventos.

### Calendário dos jogos
O calendário era o seguinte:
- 4 de novembro até 12 de novembro: Dias de performances teatrais. No dia 8 ocorria o mundus patet. O mundus era um buraco que existia no Monte Palatino, e era tapado por uma pedra. Nesse dia movia-se a pedra e acreditava-se que os espíritos dos mortos visitariam nosso mundo
- 13 de novembro: Dia das Férias de Júpiter, feriado religioso para Júpiter, e do Banquete de Júpiter
- 14 de novembro: Dia do Equorum Probatio, um espetáculo de hipismo e corrida de carruagens.
- 15 e 16 de novembro: Competições de carruagens
- 17 de novembro Fim dos jogos plebeus

### Banquete de Júpiter
O Banquete de Júpiter (Epulum Jovis) era uma cerimônia que ocorria no Templo de Júpiter Capitolino em Roma, em favor do deus homônimo. O banquete acontecia na presença das estátuas de Júpiter, Juno e Minerva, senadores, magistrados e sacerdotes.

## Festividades

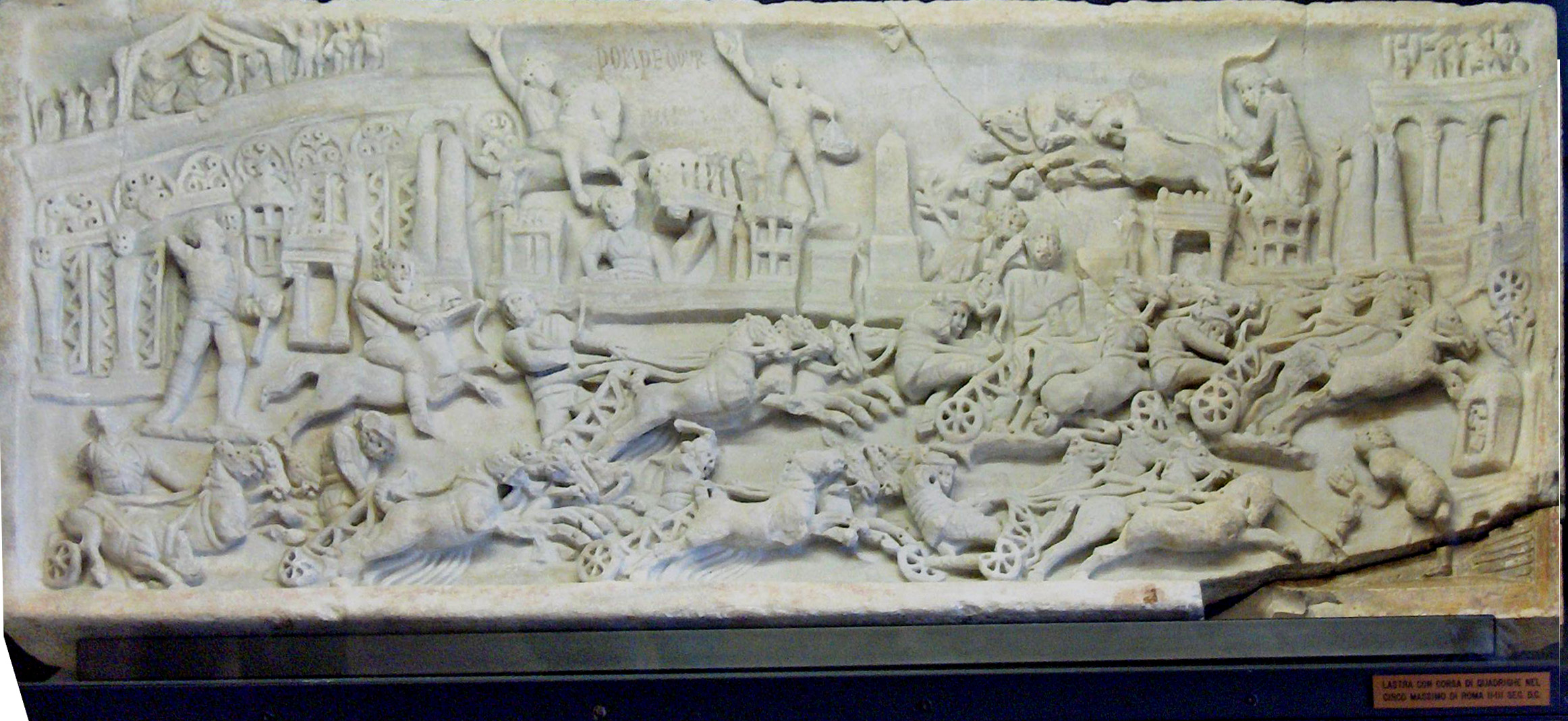
Mural do século II esculpido em relevo retratando uma corrida de quadrigas

Existiam oficialmente dois tipos de práticas festivas nos Jogos Plebeus e estas eram separadas pelo Banquete de Júpiter no dia 13 de novembro. Nos nove primeiros dias, aconteciam performances teatrais, mas não é certo em qual teatro as peças eram apresentadas. Então, nos quatro últimos dias, ocorriam  as corridas de carruagens.

### Plauto e Estico[7]
O dramaturgo Plauto apresentou sua peça cômica Estico durante os Jogos Plebeus de 200 a.C.. A peça trata de irmãs, Pânfila e Panégris, cujos respectivos maridos estão ausentes há muito e seus casamentos estão prestes a serem anulados pelo pai das moças. Ao longo da peça, as duas irmãs por meio de artimanhas e esquemas convencem o pai a mudar de ideia e, ao final, os maridos voltam para casa e trazem consigo várias riquezas. Estico é uma das 20 peças de Plauto a sobreviver ao tempo.